# Neptis somula
Neptis somula är en fjärilsart som beskrevs av Hans Fruhstorfer 1908. Neptis somula ingår i släktet Neptis och familjen praktfjärilar. Inga underarter finns listade i Catalogue of Life.